# Folkingham
Folkingham – wieś w Anglii, w hrabstwie Lincolnshire, w dystrykcie South Kesteven. Leży 40 km na południe od Lincoln i 155 km na północ od Londynu.
W 2001 miejscowość liczyła 729 mieszkańców.